# 景明 (萬曆進士)
景明（？—？），號中宇，山西平陽府安邑縣人，明朝政治人物。

## 生平
萬曆四年（1576年）丙子科山西鄉試舉人。萬曆二十年（1592年），登壬辰科第三甲第二百四十一名進士。吏部觀政，二十三年授中书舍人，二十六年升吏部主事，二十七年補文选司主事，本年升员外郎，調考功司，二十八年調文选司，丁憂。三十一年起升吏部文选司郎中，三十二年五月仕至太常寺少卿、添注提督四夷館。

## 家族
曾祖景鑾；祖父景管；父景東生，嘉靖戊午舉人。兄景昉，万历二十三年進士。子景永祯，万历庚子舉人。